# Хэмилтон, Мелинда Пейдж
Мели́нда Пейдж Хэ́милтон (англ. Melinda Page Hamilton, род. 22 августа 1974) — американская актриса. Хэмилтон появилась в нескольких десятках телевизионных шоу и фильмов на протяжении своей карьеры. Она известна по своим ролям сестры Мэри Бернард во втором сезоне сериала «Отчаянные домохозяйки» (2005—2006), Малинды в сериале «Большая любовь» (2009—2010) и Анны Дрейпер в сериале «Безумцы» (2008—2010).
В 2013—2014 годах Хэмилтон снималась в сериале «Коварные горничные», а ранее она была гостем в таких сериалах как «Закон и порядок», «C.S.I.: Место преступления Майами», «Части тела», «Детектив Раш», «Говорящая с призраками», «Мыслить как преступник», «Ищейка», «Менталист», «Касл», «Частная практика», «Кости», «Анатомия страсти», «Американская семейка», «Настоящая кровь» и многих других. На большом экране она появилась в фильмах «Земля Обетованная» (2004), «Спящие собаки могут врать» (2006), «Корпоративные делишки» (2008) и «Боже, благослови Америку» (2011).

## Фильмография
- Закон и порядок (1 эпизод, 1997)
- Звёздный путь: Энтерпрайз (1 эпизод, 2003)
- Чудеса (1 эпизод, 2003)
- C.S.I.: Место преступления Майами (1 эпизод, 2004)
- Земля обетованная (2004)
- Любовь вдовца (1 эпизод, 2004)
- Медицинское расследование (1 эпизод, 2004)
- 4исла (1 эпизод, 2005)
- Части тела (1 эпизод, 2005)
- C.S.I.: Место преступления Нью-Йорк (1 эпизод, 2005)
- Детектив Раш (1 эпизод, 2005)
- Отчаянные домохозяйки / Desperate Housewives (3 эпизода, 2005—2006) — сестра Мэри Бернард
- Спящие собаки могут врать (2006)
- Медсестры (пилот, 2007)
- Детектив Раш (1 эпизод, 2007)
- Детектив Рейнс (1 эпизод, 2007)
- Дрифтвуд (2007)
- Говорящая с призраками (1 эпизод, 2007)
- Корпоративные делишки (2008)
- Мыслить как преступник (1 эпизод, 2008)
- Без следа (1 эпизод, 2008)
- Исчезновение (2009)
- Ищейка (1 эпизод, 2009)
- Всадник (2009)
- Менталист (1 эпизод, 2009)
- Касл (1 эпизод, 2009)
- Частная практика (1 эпизод, 2009)
- Кости (1 эпизод, 2009)
- Морская полиция: Спецотдел (1 эпизод, 2010)
- Большая любовь (6 эпизодов, 2009—2010)
- Болота (1 эпизод, 2010)
- Безумцы (4 эпизода, 2008—2010)
- Анатомия страсти (1 эпизод, 2010)
- C.S.I.: Место преступления (1 эпизод, 2011)
- Закон и порядок: Лос-Анджелес (1 эпизод, 2011)
- Боже, благослови Америку! (2011)
- Американская семейка (1 эпизод, 2012)
- Настоящая кровь / True Blood (эпизод «Whatever I Am, You Made Me», 2012) — Джилл Стилер
- Вегас (1 эпизод, 2012)
- Коварные горничные (10 эпизодов, 2013—2014)
- Зои Харт из южного штата (1 эпизод, 2014)
- Женщины-убийцы (1 эпизод, 2014)
- Мастера секса (1 эпизод, 2014)
- Морская полиция: Новый Орлеан (1 эпизод, 2015)
- Девственница Джейн (1 эпизод, 2015)
- Раскопки (3 эпизода, 2015)
- Я — зомби (1 эпизод, 2015)
- Шёпот (1 эпизод, 2015)
- Настоящий детектив (1 эпизод, 2015)
- Исправлять ошибки (1 эпизод, 2015)
- Проклятие (2017)
- Периферийные устройства (2022)
- Высокий потенциал (2024)